# 三橋村 (鳥取県)
三橋村（みはしそん）は、かつて鳥取県東伯郡にあった村。

## 歴史
- 1889年（明治22年）10月1日 - 町村制の施行により、河村郡園村・原村・宇谷村の区域をもって発足。
- 1896年（明治29年）4月1日 - 所属郡が東伯郡に変更。
- 1918年（大正7年）1月1日 - 泊村・久津賀村と合併し、改めて泊村が発足。同日三橋村廃止。